# Svenska spårvägsförbundet
Ej att förväxla med Svenska Spårvägsföreningen, ursprungligt namn på branschorganisationen Svensk Kollektivtrafik.
Svenska spårvägsförbundet var ett svenskt fackförbund inom Landsorganisationen (LO) som bildades 1899 med namnet Svenska spårvägsmannaförbundet och namnändrades 1903 till Svenska spårvägsförbundet. Det upphörde 1909 och kvarvarande medlemmar uppgick i Svenska kommunalarbetareförbundet.

## Historia
- 1885 bildades den första spårvägarfackföreningen i Stockholm, men det dröjde 14 år innan ett förbund kunde bildas.
- 1899 bildades Svenska spårvägsmannaförbundet.
- 1903 bytte man namn till Svenska spårvägsförbundet.
- 1905 gick även Göteborgs spårvägarfackföreningar med i förbundet.
- 1908 hade förbundet 15 avdelningar med 2129 medlemmar och nästan hundraprocentig anslutning.
- 1909 medförde storstrejken att förbundet tappade huvuddelen av sina medlemmar och därmed upphörde det. Återstående medlemmar gick med i Svenska kommunalarbetareförbundet.